# Emmanuel Nunes
Emmanuel Tito Ricoca Nunes (ur. 31 sierpnia 1941 w Lizbonie, zm. 2 września 2012 w Paryżu) – portugalski kompozytor i pedagog.

## Życiorys
W latach 1959–1963 studiował kompozycję w Academia de Amadores de Música w Lizbonie u Francine Benoît, a następnie w latach 1962–1964 na Uniwersytecie Lizbońskim muzykologię pod kierunkiem Fernanda Lopesa-Graçy oraz filologię grecką i germańską. W 1962 i 1964 uczestniczył w kursach mistrzowskich prowadzonych w ramach Darmsztadzkich Międzynarodowych Letnich Kursów Nowej Muzyki przez Henriego Pousseura i Pierre’a Bouleza. W 1964 zamieszkał na stałe w Paryżu.
Od 1965 kontynuował naukę w Hochschule für Musik und Tanz Köln, gdzie studiował kompozycję u Henriego Pousseura, muzykę elektroniczną u Jaapa Speka i fonetykę u Georga Heikego. W latach 1965–1967 uczestniczył także w kursach mistrzowskich prowadzonych przez Karlheinza Stockhausena. Po powrocie do Paryża studiował estetykę muzyki w Paryskim Konserwatorium pod kierunkiem Marcela Beaufilsa i w 1971 otrzymał nagrodę Premier Prix d'Esthetique Musicale.
Od lat 80. działał jako pedagog muzyczny, wykładając kompozycję m.in. w Fundacji Galusta Gulbenkiana w Lizbonie, na Harvardzie, w Konserwatorium Paryskim i podczas Letnich Kursów Darmsztadzkich.
Został odznaczony francuskim Orderem Sztuki i Literatury w stopniu Oficera (1986) oraz portugalskim Orderem Świętego Jakuba od Miecza w stopniu Komandora (1991).

## Twórczość
Twórczość Nunesa można podzielić na trzy okresy :
- Pierwszy, zaczynający się od utworu Degrés (1965) i kończący na Impromptu pour un voyage I (1973), wykazuje preferencję dla otwartych form i przestrzennego rozmieszczenia instrumentów.
- Drugi, począwszy od The Blending Season (1973), charakteryzuje się zastosowaniem elektroakustyki (na żywo lub na taśmie) i wzmocnionymi efektami instrumentalnymi. W tym czasie zaczęły powstawać pierwsze kompozycje wokalne.
- Trzeci okres, liczony jest od utworu Nachtmusik I (1977–1978), dającego początek dużemu cyklowi zatytułowanemu Die Schöpfung, którego istotnymi cechami są aspekty agogiczne, czasowe i przestrzenne. Najważniejszą kompozycją tego okresu jest Tif'ereth (1978–1985).

W całej jego twórczości widoczne są dwie stałe tendencje. Pierwszą z nich jest łączenie dzieł parami, w których jeden utwór jest niejako pozytywnym lub negatywnym dopełnieniem drugiego, na przykład Purlieu i Dawn Wo lub Fermata i Ruf. Drugą tendencją jest rewizja lub rozbudowa ukończonych już dzieł, co z jednej strony powoduje powstawanie nowych wersji, a z drugiej – nową komplementarność utworu. Przykładem jest 73 Oeldorf 75 – I  i 73 Oeldorf 75 – II , gdzie powiększenie instrumentarium modyfikuje dyskursywny zarys dzieła, tworząc nową kompozycję ściśle związaną z pierwszą, a nie tylko zmodyfikowaną jej wersję .